# Пустошка (Тимошинский сельсовет)
Пу́стошка (вепс. Pust Timošinonno) — деревня в Бабаевском районе Вологодской области России.
Входит в состав Вепсского национального сельского поселения (с 1 января 2006 года по 13 апреля 2009 года входила в Тимошинское сельское поселение), с точки зрения административно-территориального деления — в Тимошинский сельсовет.
Расстояние до районного центра Бабаево по автодороге — 99 км, до центра муниципального образования деревни Тимошино — 9 км. Ближайшие населённые пункты — Красная Горка, Носково, Фенчиково.
По переписи 2002 года население — 10 человек.